# Blood Has Been Shed
Blood Has Been Shed – deathcore'owy zespół muzyczny z Connecticut. Dwóch członków tego zespołu gra także w zespole Killswitch Engage (Howard Jones i Justin Foley). Pomimo zaangażowania w Killswitch Engage, Jones i Foley kontynuują działalność w Blood Has Been Shed.

## Muzycy
Członkowie obecni
- Howard Jones – wokal
- Corey Unger – gitara elektryczna
- John Lynch – gitara basowa
- Justin Foley – perkusja

Byli członkowie
- Slim – gitara (Bury Your Dead)
- Todd Beaton – gitara (1997-2000)
- Chris – gitara basowa (1997-2000)
- Daniel Daponde – gitara (2000-2001), eks-The Acacia Strain
- Richard Thurston – gitara basowa (2000), eks-Terror

## Dyskografia
- I Dwell on Thoughts of You (1999)
- Novella of Uriel (2001)
- Spirals (2003)
- Enloco Tacoa (2009)